# Ниелла-Бельбо
Ниелла-Бельбо (итал. Niella Belbo) — коммуна в Италии, располагается в регионе Пьемонт, в провинции Кунео.
Население составляет 425 человек (2008 г.), плотность населения составляет 39 чел./км². Занимает площадь 11 км². Почтовый индекс — 12050. Телефонный код — 0173.
Покровителем коммуны почитается святой Георгий, празднование 23 апреля.

## Демография
Динамика населения:

## Администрация коммуны
- Официальный сайт: